# Тімберлейн (Іллінойс)
Тімберлейн (англ. Timberlane) — селище (англ. village) в США, в окрузі Бун штату Іллінойс. Населення — 906 осіб (2020).

## Географія
Тімберлейн розташований за координатами 42°20′9″ пн. ш. 88°51′58″ зх. д. / 42.33583° пн. ш. 88.86611° зх. д. (42.335731, -88.866064).  За даними Бюро перепису населення США в 2010 році селище мало площу 4,59 км², з яких 4,54 км² — суходіл та 0,05 км² — водойми.

## Демографія
Згідно з переписом 2010 року, у селищі мешкали 934 особи в 288 домогосподарствах у складі 269 родин. Густота населення становила 204 особи/км².  Було 297 помешкань (65/км²).
Расовий склад населення:
| - 94,9 % — білих - 1,5 % — азіатів - 0,3 % — чорних або афроамериканців - 2,4 % — осіб інших рас |

До двох чи більше рас належало 1,0 %. Частка іспаномовних становила 6,3 % від усіх жителів.
За віковим діапазоном населення розподілялося таким чином: 31,2 % — особи молодші 18 років, 63,2 % — особи у віці 18—64 років, 5,6 % — особи у віці 65 років та старші. Медіана віку мешканця становила 38,5 року. На 100 осіб жіночої статі у селищі припадало 103,9 чоловіків;  на 100 жінок у віці від 18 років та старших — 103,5 чоловіків також старших 18 років.
Середній дохід на одне домашнє господарство  становив 131 052 долари США (медіана — 120 625), а середній дохід на одну сім'ю — 132 273 долари (медіана — 121 500). Медіана доходів становила 85 125 доларів для чоловіків та 55 313 долари для жінок. За межею бідності перебувало 2,1 % осіб, у тому числі 4,2 % дітей у віці до 18 років та 0,0 % осіб у віці 65 років та старших.
Цивільне працевлаштоване населення становило 488 осіб. Основні галузі зайнятості: виробництво — 23,0 %, освіта, охорона здоров'я та соціальна допомога — 20,5 %, роздрібна торгівля — 17,2 %.